# Enric II de Leez
Enric II de Leez   (mil·lenni II - Pavia, 4 de setembre de 1164) era príncep-bisbe del principat de Lieja de 1145 fins a la seva mort.
Enric IX d'una casa noble de Grand-Leez (actualment a Bèlgica) prop de Gembloux. De la seva joventut no se sap gaire, tant a l'abadia de Gembloux com a l'escola del capítol de Lieja hom troba uns «Enric» que podrien ser Enric de Leez. El 1135 va esdevenir canonge al capítol de Lieja i rector de Grand-Axhe prop de Waremme. Va participar en el Concili del Laterà II del 1139 en acompanyar Alberó II. Va esdevenir ardiaca de Famenne el 1141 (o 1142). El 1141 participà en el setge del castell de Bouillon. Durant la batalla va tornar a Lieja per a cercar reforços i per a obtenir que el clergat deixés que portés el reliquiari de Sant Lambert per a encoratjar els bel·ligerants. El 1142 esdevingué prebost del capítol de Sant Lambert. El 13 de maig de 1145 el capítol va elegir-lo com príncep-bisbe, versemblantment sense ingerència de la cort lotaringiana i amb l'acord del papa Eugeni III. Arnold I de Colònia va consagrar-lo el 24 de juny següent.
A una moneda estampada durant el seu regnat, es troba la primera representació coneguda del perron, símbol del principat de Lieja.
L'1 de febrer de 1151 va conduir l'exèrcit liegès a la batalla d'Andenne contra el comte de Namur i de Luxemburg Enric el Cec. Això va assentar la preponderància de Lieja a la vall del Mosa. El 1155, Enric va acompanyar l'aleshores rei (i ulterior emperador) Frederic Barba-Roja a la seva primera expedició a Itàlia. Aquest va confirmar les possessions del principat de Lieja. De 1158 a 1162 va seguir-lo durant segona expedició italiana quan va participar en el saqueig de Milà del 1162. De 1163 a 1164 participà en la tercera expedició. Durant el cisma d'Occident (1159-1177) i la lluita pel dret d'investidura, l'església de Lieja tria el camp dels antipapes i de l'emperador del Sacre Imperi Romanogermànic.
El 1160, Enric ordena l'obra per a eixamplar el palau dels prínceps-bisbes. El 24 d'abril de 1164 participa en la consagració de l'antipapa Pasqual III. Va morir el 4 de setembre del mateix any a Pavia i van sebollir-lo a la catedral de Sant Lambert de Lieja.